# 北興里雙福祠
24°15′34″N 120°49′33″E / 24.259391°N 120.825916°E
北興里雙福祠，又稱永興宮雙福祠、簡稱雙福祠，是位於臺灣臺中市東勢區北興里的土地祠，合祀被視為親兄弟的兩位土地神（伯公）。

## 沿革
此土地公是東勢寮下客庄的開基土地祠，一說創建於乾隆四十年（1775年），又稱「北片庄伯公」。另一說約乾隆四十三年（1778年），開墾石岡的廣東大埔人越過大甲溪墾荒東勢，並在今東勢青果合作社對面以石材建立此土地祠。為今東勢區文化街七間古廟之一，又稱「永興宮雙福祠」。
原先僅為石頭代表神明，道光年間才改用石材建小廟，光緒十二年（1886年）再改建，大正十四年（1925年）與北邊伯公合建，因此有兩尊土地神，故取名「雙福祠」。
1988年再重建，屬硬山頂屋面、單殿帶亭式的地上一樓建築，基地面積約122平方公尺，包括戲亭、金爐、廟埕、拜亭、伯公殿、樹王公、樹王石頭公等。廟埕蓋有遮雨棚；棚下掛滿平安燈籠。
拜亭外柱楹聯：「正神不二二正神，福德無雙雙福德。」；內柱楹聯：「一方保障齊歌萬福無疆，二老同堂應說三生有幸。」

## 祭祀
對於視兩土地公為兄弟的原因，雙福祠的香公劉德昌表示民國前四十四年（1868年）有人扶鸞表示兩土地公是清朝廣東人，兄名劉維仁、弟名劉維義。長大後先後成家，弟媳張氏要求分家，但兄長不忍分居，將所有農園地契全送給親弟。後來兄弟和好如初，樂善好施，至古稀才去世。受冥王嘉許，於是在台灣一起擔任北興里福德正神。
台灣日治時期曾有神岡鄉民因父親病重，偷請神像回家祭拜；東勢人發現伯公失蹤，驚動一時。後來該村民於父親病癒後，率領大隊人馬及全副牲禮，沿途敲鑼打鼓，親奉伯公歸位，並稟明保正，宴請東勢當地人。
除奉祀兄弟伯公外，祠內並奉祀有東勢區的開基三山國王。這三尊三山國王係在1988年重建雙福祠時，信眾從東勢巧聖仙師祖廟請回雙福祠內奉祀。廟埕左右側各有祭拜老榕樹的樹王公小祠、樹王石頭公小祠。
元宵夜，當地客家人會在此廟祈神、安奉太歲、點光明燈及燈籠，並於正月半當日中午過後進行開基伯公元宵新丁粄賽活動。凡是會員家中添丁者或新婚者，須準備大紅龜粄敬奉，會員各自保密紅龜粄的大小，當天再比賽大小，如1994年是二十斤的紅龜粄奪魁。